# رمز خطي
في نظرية الترميز، الرمز الخطي هو رمز لتصحيح الأخطاء، وأي تركيبة خطية من كلمات الرمز هي أيضًا كلمة مرمزة. يتم تقسيم الشفرات الخطية تقليديًا إلى أكواد كتلة وأكواد تلافيفية convolutional، على الرغم من أنه يمكن اعتبار أكواد التوربو مزيجًا من هذين النوعين. تسمح الأكواد الخطية بخوارزميات تشفير وفك تكويد أكثر كفاءة من الأكواد الأخرى (متلازمة فك تكويد).
تُستخدم الأكواد الخطية في تصحيح الخطأ المتقدم ويتم تطبيقها في طرق إرسال الأكواد (على سبيل المثال، بتات) على قناة اتصالات بحيث، في حالة حدوث أخطاء في الاتصال، يمكن تصحيح بعض الأخطاء أو اكتشافها بواسطة مستلم كتلة رسالة. الكلمات المكوّدة في رمز الكتلة الخطية هي كتل من الأكواد التي تم تشفيرها باستخدام أكواد أكثر من القيمة (الرمز) الأصلية التي سيتم إرسالها. يرسل الرمز الخطي ذي الطول n كتل أكواد تحتوي على عدد n من الأكواد. على سبيل المثال، [7،4،3] رمز هامنج هو رمز ثنائي خطي يمثل رسائل 4 بتات باستخدام كلمات مكوّدة بـ 7 بتات. يمكن تمييز اختلاف كلمتان مكوّدتان مميزتان في ثلاث بتات على الأقل. نتيجة لذلك، يمكن اكتشاف ما يصل إلى خطأين لكل كلمة رمز بينما يمكن تصحيح خطأ واحد. يحتوي هذا الرمز على {\displaystyle 2^{4}=16} كلمة مكوّدة.

### ببليوجرافيا
- J. F. Humphreys؛ M. Y. Prest (2004). Numbers, Groups and Codes (ط. 2nd). Cambridge University Press. ISBN:978-0-511-19420-7. Chapter 5 contains a more gentle introduction (than this article) to the subject of linear codes.

## روابط خارجية
- برنامج مولد رمز q -ary
- جداول الرمز: حدود معاملات أنواع مختلفة من الأكواد ، IAKS ، Fakultät für Informatik ، Universität Karlsruhe (TH)] . على الإنترنت ، جدول محدّث للرموز الثنائية المثلى ، يتضمن أكواد غير ثنائية.
- قاعدة بيانات رموز Z4 على الإنترنت ، قاعدة بيانات محدثة لأكواد Z4 المثلى.